# Борец бородатый
Акони́т, или Боре́ц степно́й, или Боре́ц борода́тый (лат. Aconitum barbatum) — многолетнее травянистое растение, вид рода Борец (Aconitum) семейства Лютиковые (Ranunculaceae).
Другие названия: «барбатум», «кукушкины ботинки», «мухомор».

## Ботаническое описание

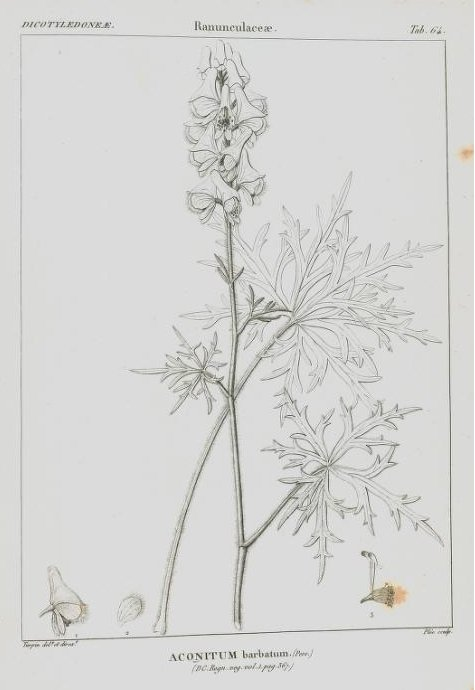
из книги Benjamin Delessert, 1820 г.

Корневище длинное, ветвистое, образованное плотно сросшимися шнуровидными мочками.
Стебель прямой, 50—120 см высотой, прижато пушистый, реже почти голый, при основании вместе с листовыми черешками покрыт курчавыми, обращенными вниз волосками.
Листья в общем очертании округлые или почковидные, 6—13 см длиной, 10—16 см шириной, на верхней стороне с короткими, на нижней с более длинными волосками, до основания пальчато-3—5-рассечёнными на сегменты, глубоко разделённые на широко или узколанцетные зубчатые дольки. Прикорневые листья в числе 2—3 на длинных черешках, стеблевых также 2—3.
Соцветие — простая кисть 8—25 см длиной, иногда в нижней части ветвящаяся. Цветки серно-жёлтые, на коротких цветоножках, снабжённых двумя нитевидными прицветничками. Шлем конически-цилиндрический, 16—24 мм высотой, в верхней части 2—3 мм, в средней 4—5 мм, на уровне носика 10—11 мм шириной. Боковые доли околоцветника округло-яйцевидные, длиной 8—10 мм, шириной 7—9 мм; нижние доли околоцветника слегка неравные, длиной 8—9 мм, шириной, соответственно, 2—3 и 3—4 мм. Нектарники прямостоячие, с коротким, почти головчатым шпорцем, прямым или слегка загнутым. Завязей три, опушённых.
Листовок три, опушённых. Семена трёхгранные, с одним продольным плёнчатым крылом.

## Распространение и экология
Родина — юг Восточной Сибири, Западная Сибирь, Дальний Восток (Амурская область), Монголия, северо-восток Китая.
Растёт на степных, реже суходольных лугах, луговых, иногда щебнистых или каменистых склонах, по лесным опушкам, кустарникам, на горах, изредка в негустых лесах.

## Химический состав
Содержит алкалоиды аконитин ({\displaystyle {\ce {C34H47NO11}}}) и псевдоаконитин ({\displaystyle {\ce {C36H51NO12}}}).
Химический состав одного образца собранного в фазе цветения (в процентах от абсолютно сухого вещества): зола 7,9, протеин 8,8, жир 3,3, клетчатка 33,0, БЭВ 47,0.

## Значение и применение
На Алтае применялся от импотенции (Точильная, Тюдрала, Нижний Уймон).
Применялся в народной медицина и как инсектицид (против мух). Эффективно использовался при лечении чесотки и вшивости у рогатого скота и лошадей.